# 豊原支庁

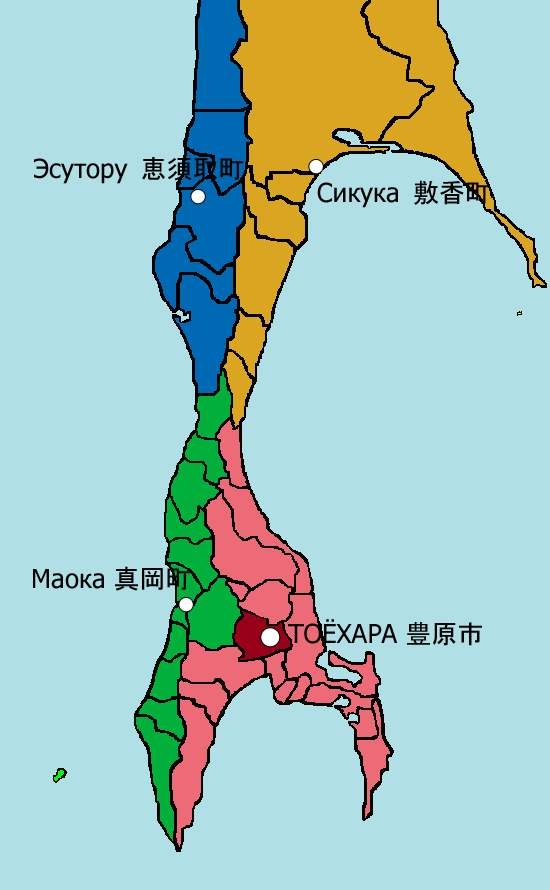
支庁区分図（濃赤・赤：豊原支庁、のちに豊原市（濃赤）の分離により赤のみが豊栄支庁として存続）

豊原支庁（とよはらしちょう）は、樺太庁の支庁の一つ。支庁所在地は豊原市（当初はウラジミロフカ）。

## 歴史
- 1907年（明治40年）4月 - ウラジミロフカ支庁として発足。樺太島南部の東海岸を管轄。ガルキノウラスコエ（落合）とシスカ（敷香）に出張所を設置。
- 1908年（明治41年）4月
  - ウラジミロフカの豊原への改称にともない豊原支庁に改称。
  - シスカ出張所が敷香支庁として分離。
- 1909年（明治42年）10月 - 栄浜出張所を新設。落合出張所が大谷に移転。
- 1913年（大正2年）6月 - 敷香支庁元泊出張所を当支庁に移管。
- 1915年（大正4年）6月26日 - 「樺太ノ郡町村編制ニ関スル件」（大正4年勅令第101号）の施行により、管内に豊原郡・栄浜郡・元泊郡を設置。
- 1922年（大正11年）10月 - 元泊出張所管内（元泊郡）が敷香支庁の一部（新問郡）とともに元泊支庁として分離。
- 1937年（昭和12年）7月1日 - 豊栄支庁に改称。豊原郡・栄浜郡が合併して豊栄郡となる。
- 1942年（昭和17年）11月 - 豊栄支庁が大泊支庁（大泊郡・長浜郡・留多加郡）を統合して豊原支庁が発足。長浜郡が大泊郡に合併。管轄区域が豊栄郡・大泊郡・留多加郡の3郡となる。
- 1943年（昭和18年）4月1日 - 「樺太ニ施行スル法律ノ特例ニ関スル件」（大正9年勅令第124号）が廃止され、内地編入。
- 1945年（昭和20年）8月22日 - ソビエト連邦により占拠される。
- 1949年（昭和24年）6月1日 - 国家行政組織法の施行のため法的に樺太庁が廃止。同日豊原支庁廃止。